# Noel Pearson (jurist)
Noel Pearson (Cooktown, 25 juni 1965) is een Australisch jurist, historicus en mensenrechtenverdediger. Hij is vooral bekend geworden als voorvechter van de rechten van Aboriginals.

## Levensloop
Pearson stamt af van de oorspronkelijke bewoners van Australië en groeide op in een lutherse missie in Hopevale, Queensland. Hij studeerde af in rechtsgeleerdheid en geschiedenis aan de Universiteit van Sydney in ca. 1986.
Na zijn studie was hij betrokken bij de oprichting van verschillende organisaties, waaronder de Cape York Land Council in 1990, die zich richt op de economische en sociale ontwikkeling van het Kaap York-schiereiland. Van deze organisatie nam hij ook de leiding op zich. Verder was hij betrokken bij de oprichting van de Cape York Partnerships, Apunipima Cape York Health Council en Balkanu Development Corporation. 
Hij was onder meer adviseur voor de Aboriginal and Torres Strait Islander Commission en verder voor een aantal inheemse organisaties op Cape York.
Na de uitspraak van het hoger gerechtshof in de zaak Mabo v Queensland (No 2) in 1992, die zorgde voor erkenning van de geschiedenis, rechten en cultuur van Aboriginals, speelde Pearson als onderhandelaar een sleutelrol in de onderhandelingen voor de Native Title Act in 1993. Deze wet regelt het recht van Aboriginals om de landerijen en graven van hun voorouders te bezoeken, terwijl ook de rechten van de boeren zijn veiliggesteld, die deze landerijen vaak al meerdere generaties lang hadden gepacht. Ook behaalde hij succes in acties tegen mijnbouwcorporaties die roofbouw op het milieu pleegden.
In 1998 werd hem een Geuzenpenning toegekend, samen met vier anderen uit verschillende werelddelen. Ook hierna bleef hij zich inzetten voor de rechten van Aboriginals. Hij publiceerde verder een groot aantal essays en krantenartikelen en bracht in de loop van de tijd meerdere boeken uit. 